# Gwendoline Porter
Gwendoline Alice "Gwen" Porter, född 25 april 1902 i Ilford, Essex, död 29 augusti 1993 i Battle, East Sussex, var en brittisk friidrottare med löpgrenar som huvudgren. Porter var en pionjär inom damidrott, hon var världsrekordhållare i stafettlöpning 4 x 100 meter och blev guldmedaljör vid den första ordinarie Damolympiaden 1922 i Paris och vid sommar-OS 1932 i Los Angeles.

## Biografi
Porter föddes 1902 i Ilford, Redbridge i östra London, Storbritannien. I ungdomstiden var hon aktiv friidrottare, hon tävlade främst i kortdistanslöpning (100 meter, 200 meter och stafett. Senare gick hon med i idrottsföreningen "London Olympiades" i London, till vardags arbetade hon på försäkringsbolaget North British and Mercantile Insurance Co Ltd.
1922 deltog i den första ordinarie damolympiaden den 20 augusti 1922 i Paris. Under idrottsspelen vann hon guldmedalj med stafettlaget (med Mary Lines, Nora Callebout, Daisy Leach och Porter som fjärde löpare) på 4 x 110 yards, segertiden blev det andra officiella världsrekord  i stafett för damer. 
1932 deltog hon vid Olympiska spelen i Los Angeles, under tävlingarna vann hon bronsmedalj med stafettlaget (med Eileen Hiscock, Porter som andre löpare, Violet Webb och Nellie Halstead) på 4 x 100 meter. Sluttiden var även nytt europarekord. Hon tävlade även på löpning 100 meter där hon slutade på 4.e plats i uttagningsheat 1.
Senare drog sig tillbaka från tävlingslivet.